# Protochauliodes aridus
Protochauliodes aridus är en insektsart som beskrevs av Maddux 1954. Protochauliodes aridus ingår i släktet Protochauliodes och familjen Corydalidae. Inga underarter finns listade i Catalogue of Life.